# Coursier (cheval)
Pour les articles homonymes, voir Coursier.

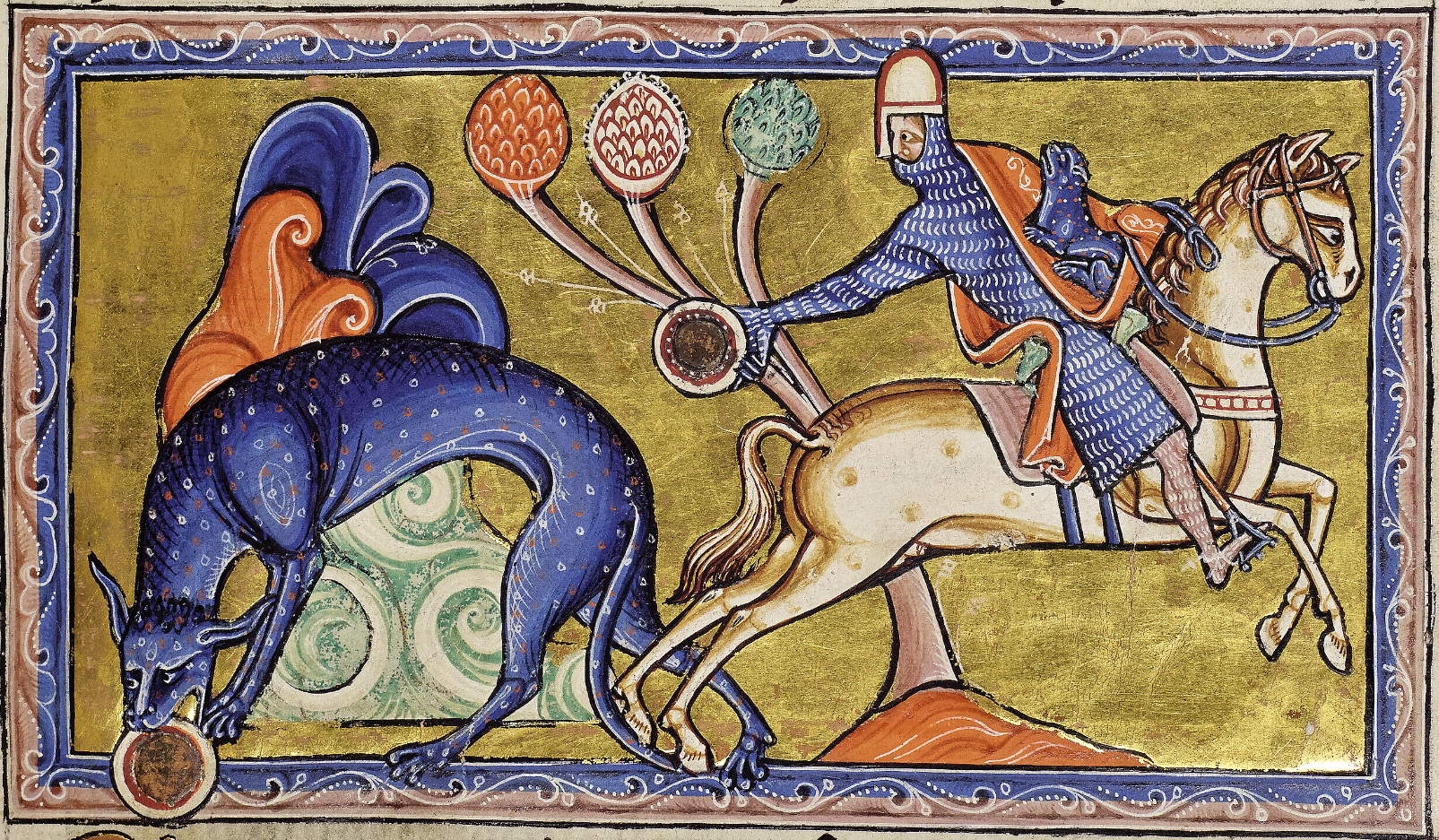
Cette miniature représente un chevalier sur un cheval qui pourrait être un coursier.

Un coursier est un cheval rapide et fort, fréquemment mentionné et utilisé au Moyen Âge comme monture de guerre. Il était monté par les chevaliers et les hommes d'armes.

## Étymologie
Le nom de coursier proviendrait de sa capacité à se déplacer à de grande vitesse au galop, le nom pourrait être tiré de l'ancien français course ou de l'italien corsiero, qui signifie cheval de bataille

## Coursiers en temps de guerre
Le coursier était une monture plus commune que le destrier et son utilisation était plus courante en bataille puisque ces chevaux sont à la fois légers, rapides et puissants. C'étaient des chevaux de valeur, mais moins cher à l'achat que les fameux destriers. Un autre cheval communément utilisé en temps de guerre fut le Roussin (ou Roncin) qui était une monture à tout faire de faible valeur[réf. souhaitée].

## Autres utilisations
Les coursiers furent occasionnellement montés pour la chasse.